# Yi (junak)
Prema kineskoj mitologiji, Yi [Ji] (kineski 益) bio je narodni junak.
Znan je i kao Bo Yi (伯益, 伯夷, 伯翳, 柏翳) ili Dafei ("Fei Veliki"; 大費).
Bio je sin Yea Velikog i gospe Hue. Njegovo je osobno ime bilo Yi, ali je dobio naslov grofa (bo).
Yi je bio u službi cara Shuna, poznatog po pobožnosti, te je bio suradnik Yua, koji je poslije postao prvi kralj iz dinastije Xije.
Shun je Yija postavio za ministra nakon što je Yi pomogao u svladavanju velike poplave.
Nakon što je Yu postao kralj Kine, htio je odrediti Yija za svog budućeg nasljednika, premda je imao sina Qija.
Yi nije postao kralj, ali je sa svojom ženom bio otac dvojice sinova, Liana Velikog i Ruomua te je bio predak prvog povijesnog cara Kine, Qin Shi Huangdija.